# Championnat d'Union soviétique de football 1976
Navigation
Saison 1975 Saison 1977

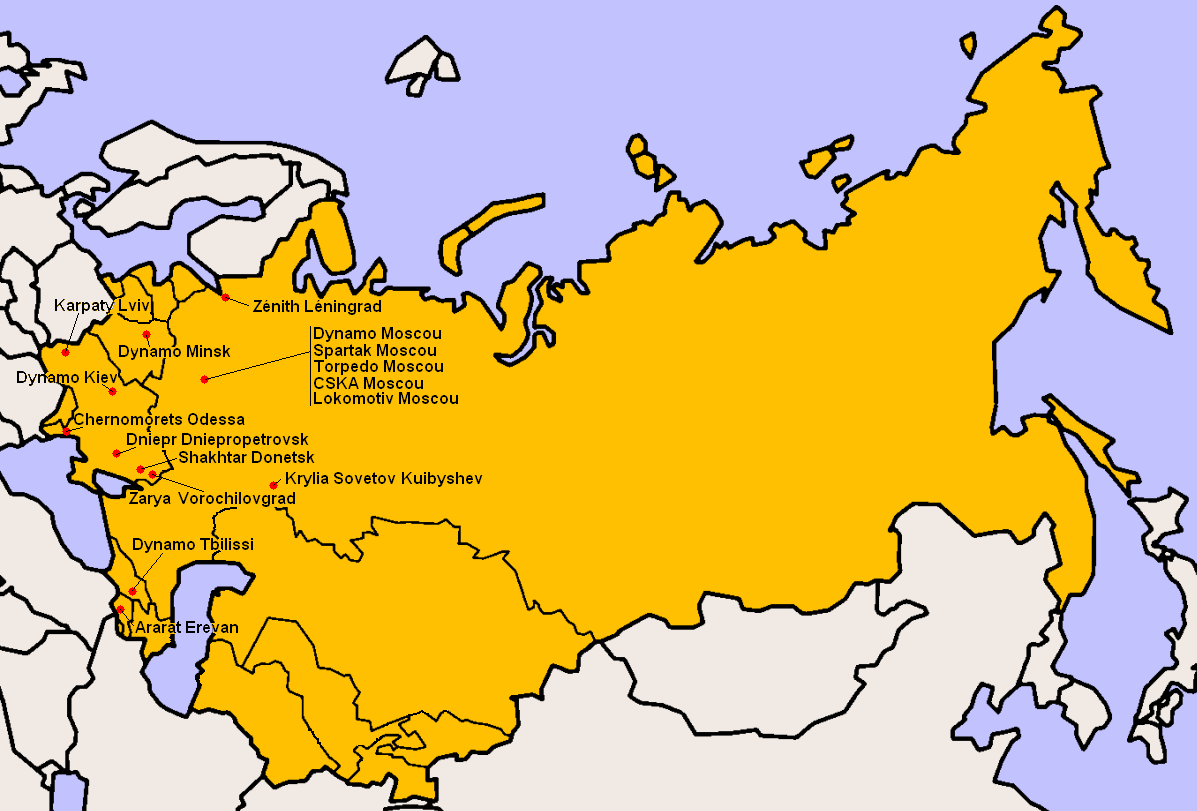
Localisation des clubs engagés dans le championnat

La saison 1976 de Vyschaïa Liga est à la fois la 38e et 39e édition du Championnat d'URSS de football, en effet cette année-là, la fédération russe décide de jouer le championnat à la Sud-Américaine avec un champion sacré à la fin des matchs aller (Championnat du Printemps) et un autre champion à la fin des matchs retour (Championnat d'Automne) en ayant remis les compteurs à zéro.
Lors de cette saison, le Dynamo Kiev va tenter de conserver son titre de champion d'URSS face aux 15 meilleurs clubs soviétiques lors des deux championnats se déroulant sur toute l'année. 
Trois places sont qualificatives pour les compétitions européennes, la quatrième place étant celle du vainqueur de la Coupe d'URSS 1977.

## Qualifications en Coupe d'Europe
À l'issue de la saison, le champion d'automne participe à la Coupe des clubs champions 1977-1978.
Le vainqueur de la Coupe d'URSS 1977 participe à la Coupe des coupes 1977-1978, si ce club est le champion, alors le finaliste de la coupe le remplacera.
Les deux places pour la Coupe UEFA 1977-1978 sont attribuées aux deuxième et troisième du championnat d'automne si ceux-ci ne sont pas les vainqueurs de la coupe, si c'est effectivement le cas la place reviendra au quatrième.

## Clubs participants
- Premier tour de la Coupe des clubs champions 1976-1977
- Premier tour de la Coupe des coupes 1976-1977
- Premier tour de la Coupe UEFA 1976-1977
- Promu de deuxième division

| Club                      | Présent depuis | Classement 1975 | Entraîneur              | Stade                | Capacité |
| ------------------------- | -------------- | --------------- | ----------------------- | -------------------- | -------- |
| Dynamo Kiev               | 1936           | 1er             | Valeri Lobanovski       | Stade central        | 83 450   |
| Chakhtior Donetsk         | 1973           | 2e              | Vladimir Salkov (en)    | Stade Chakhtior      | 31 800   |
| Dinamo Moscou             | 1936           | 3e              | Aleksandr Sevidov       | Stade Dinamo         | 36 540   |
| Torpedo Moscou            | 1938           | 4e              | Valentin Ivanov         | Stade Torpedo        | 16 000   |
| Ararat Erevan             | 1966           | 5e              | Eduard Markarov         | Stade Hrazdan        | 69 000   |
| Karpaty Lvov              | 1971           | 6e              | Ernő Juszt (en)         | Stade Droujba        | 28 100   |
| Dniepr Dniepropetrovsk    | 1972           | 7e              | Viktor Kanevski         | Stade Meteor         | 26 400   |
| Dinamo Tbilissi           | 1936           | 8e              | Nodar Akhalkatsi        | Stade Lénine-Dinamo  | 55 000   |
| Zaria Vorochilovgrad      | 1967           | 9e              | Ievgueni Pestov (ru)    | Stade Avangard       | 31 243   |
| Spartak Moscou            | 1936           | 10e             | Anatoly Krutikov        | Stade central Lénine | 84 745   |
| Lokomotiv Moscou          | 1975           | 11e             | Igor Voltchok           | Stade Lokomotiv      | 28 800   |
| Tchernomorets Odessa      | 1974           | 12e             | Ahmad Alaskarov (en)    | Stade central        | 30 800   |
| CSKA Moscou               | 1954           | 13e             | Aleksei Mamykin         | Stade central Lénine | 84 745   |
| Zénith Léningrad          | 1938           | 14e             | German Zonin            | Stade Kirov          | 72 000   |
| Krylia Sovetov Kouïbychev | 1976           | 1er (D2)        | Viktor Kirch (ru)       | Stade Metallourg     | 33 220   |
| Dinamo Minsk              | 1976           | 2e (D2)         | Ievgueni Gorianski (en) | Stade Dinamo         | 41 100   |